# Vingelodden
Vingelodden er en gade på Ydre Nørrebro i Haraldsgadekvarteret. Den udgår fra og løber parallelt med Rovsingsgade og ender i Banevingen.
Det vides ikke, hvor navnet Vingelodden stammer fra. Med lidt god vilje har gaden form som en vinge.
Byggeriet på Vingelodden er lavt og udelukkende industri heriblandt flere lange pakhuse. 
Der ligger endnu skinner i asfalten. Omkring Vingelodden lå der frem til århundredskiftet sidesporet fra jernbanen til Lersøens latrinstation, hvor latrinvognene tømte deres last. De mange skinner ligger delvist tilgroede hen. En gammel godsstation og en lagerbygning vidner om en tid med større jernbaneaktivitet i området. Den type fabrikker, der lå i området, var afhængige af jernbanen. Titanfabrikken og K. A. Hartmanns Maskinfabrik producerede begge tunge maskiner. General Motors, Lauritz Knudsen og Nordisk Elektronik Apparatfabrik er andre eksempler på fabrikker i nabolaget, der brugte tunge råmaterialer der var svære at transportere. Ved at placere sig i nærheden af godsbanestationen blev det muligt for fabrikkerne at få de tunge råmaterialer ind hurtigt, samt at distribuere de tunge færdigprodukter ud igen med mindst mulig omkostning.
Siden 2014 har den største moské i Danmark, Hamad Bin Khalifa Civilisation Center, ligget i nummer 1, på hjørnet ved Rovsingsgade.